# Санта Марија дел Сасо (Бергамо)
Санта Марија дел Сасо је насеље у Италији у округу Бергамо, региону Ломбардија.
Према процени из 2011. у насељу је живело 254 становника. Насеље се налази на надморској висини од 129 м.